# Robert M. Groves

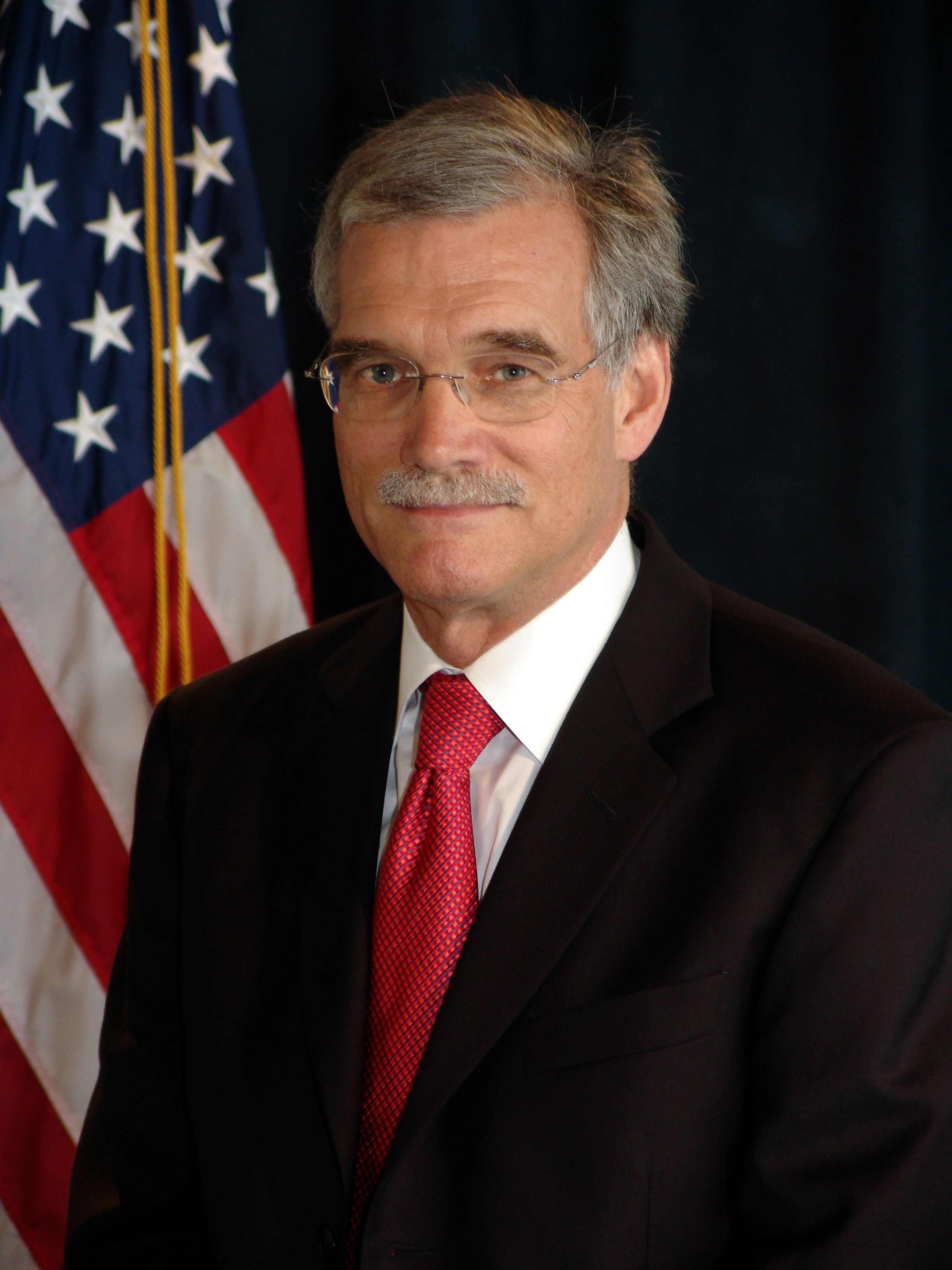
Robert Groves (2009)

Robert M. Groves (* 27. September 1948) ist ein US-amerikanischer Statistiker und Soziologe. Von 2009 bis 2012 war er der Leiter der amerikanischen Volkszählungsbehörde, des United States Census Bureau. Seit 2012 ist er Provost der Georgetown University.

## Leben
Robert Groves wuchs in Metairie, Louisiana, einem Vorort von New Orleans, auf und machte 1966 seinen Abschluss an der De La Salle High School in New Orleans. Groves schloss sein Soziologiestudium am Dartmouth College 1970 ab. 1973 erlangte er je einen Master in Statistik und Soziologie von der University of Michigan und promovierte dort auch 1975 im Fach Soziologie. In der Folgezeit war er Forscher und Lehrbeauftragter an verschiedenen amerikanischen und internationalen Hochschulen und Forschungseinrichtungen, so 1987 und 1997 auch Gastprofessor am Zentrum für Umfragen, Methoden und Analysen (ZUMA) in Mannheim, heute Teil des GESIS - Leibniz-Institut für Sozialwissenschaften.
Bereits von 1990 bis 1992 arbeitete Groves als Associate Director für das Census Bureau. Dort geriet er in Konflikt mit seinem Dienstherrn, dem damaligen Handelsminister Robert A. Mosbacher, weil er vorgeschlagen hatte, die chronische Unterrepräsentation von Minderheiten und sozial Schwachen im Census durch statistische Methoden auszugleichen. Die republikanische Regierung unter George H. W. Bush befürchtete, dass dadurch die Wahlchancen der Demokraten verbessert würden. Groves kehrte daraufhin an die University of Michigan zurück.
Am 2. April 2009 wurde er von Präsident Barack Obama als Direktor für das Census Bureau vorgeschlagen. Der Senat bestätigte ihn am 13. Juli 2009 mit 76 gegen 15 Stimmen und zwei Tage später wurde er offiziell in sein Amt eingeführt.
2010 wurde Groves in die American Academy of Arts and Sciences gewählt, 2011 in die National Academy of Sciences.
Zum 20. August 2012 übernahm er das Amt des Provost an der Georgetown University in Washington, D.C.
Groves ist verheiratet und hat zwei Söhne.